# Chloroclystis colorata
Chloroclystis colorata là một loài bướm đêm trong họ Geometridae.